# Foto de classe
|  | No s'ha de confondre amb Orla d'alumnes o Anuari escolar. |

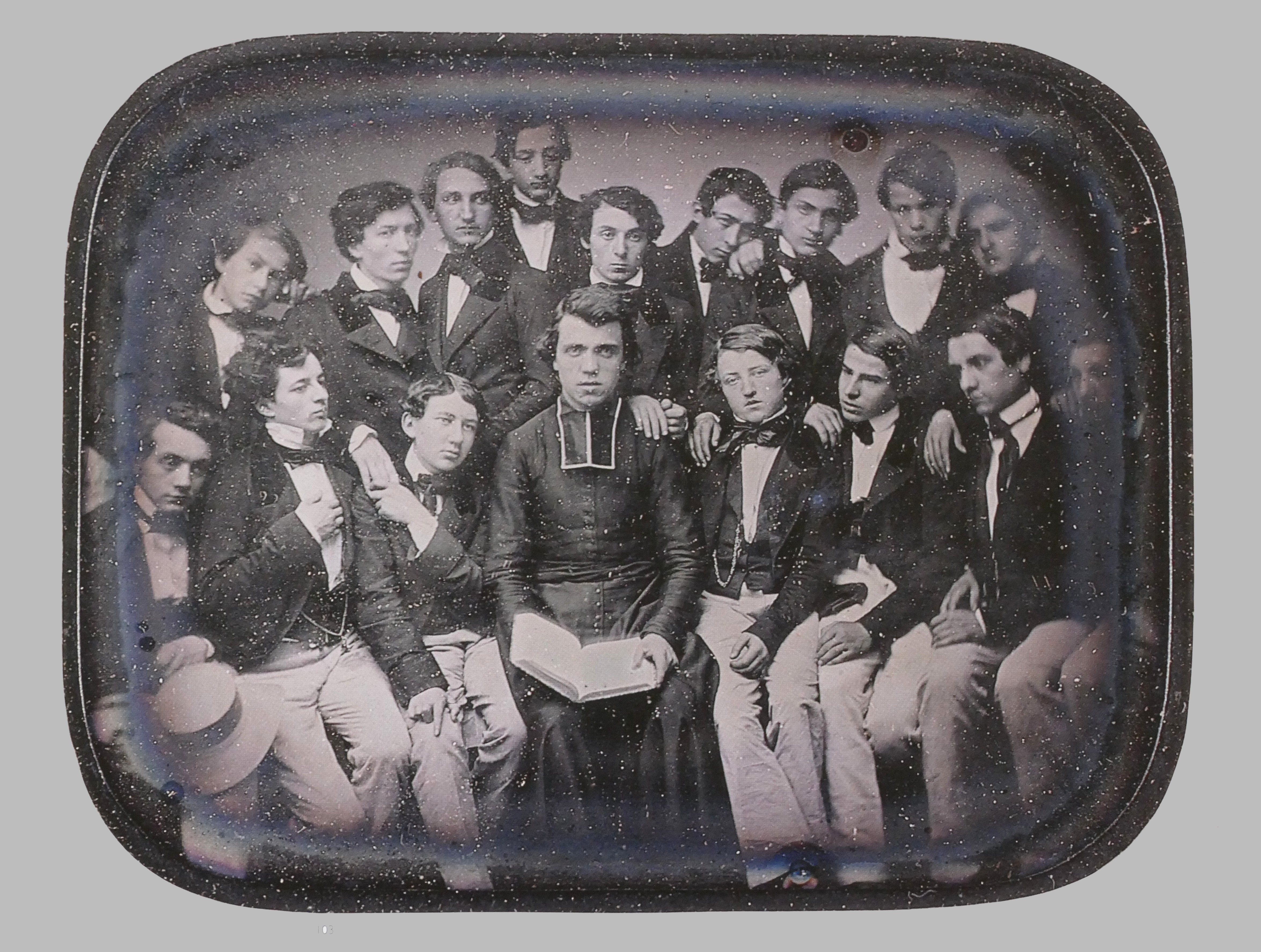
Daguerreotip anònim cap al 1850, una de les primeres representacions fotogràfiques d'un mestre amb els seus alumnes.

Una foto de classe o foto de curs, és l'expressió material d'un fenomen sociològic i historiogràfic que afecta l'àmbit educatiu que va aparèixer cap a la dècada de 1860 amb la popularització de la pràctica de la fotografia. Consisteix en fer una foto de grup dels alumnes que assisteixen a una classe determinada cada any i oferir-los aquesta foto com a record.

## Història

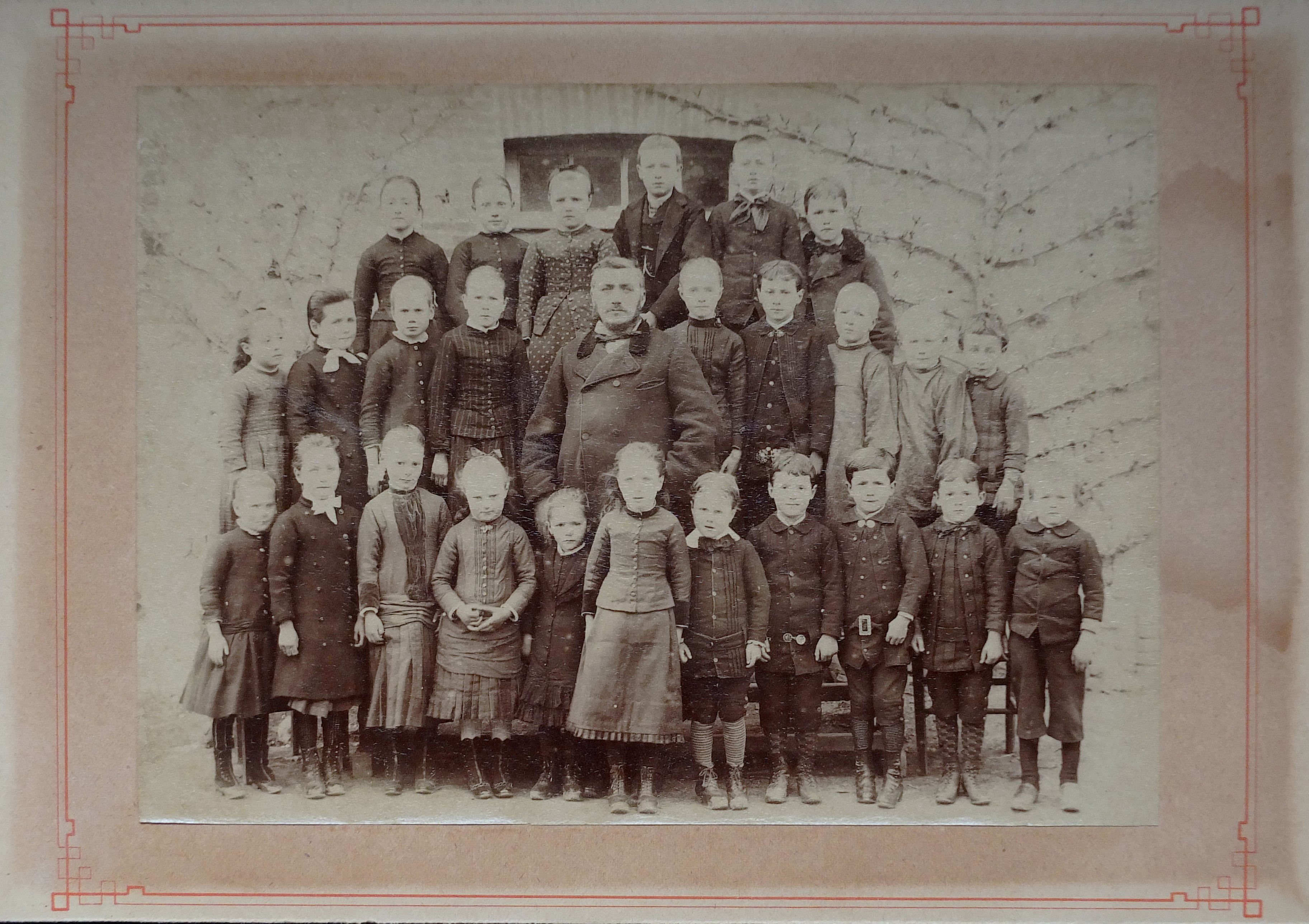
Foto anònima d'una classe rural cap al 1860.

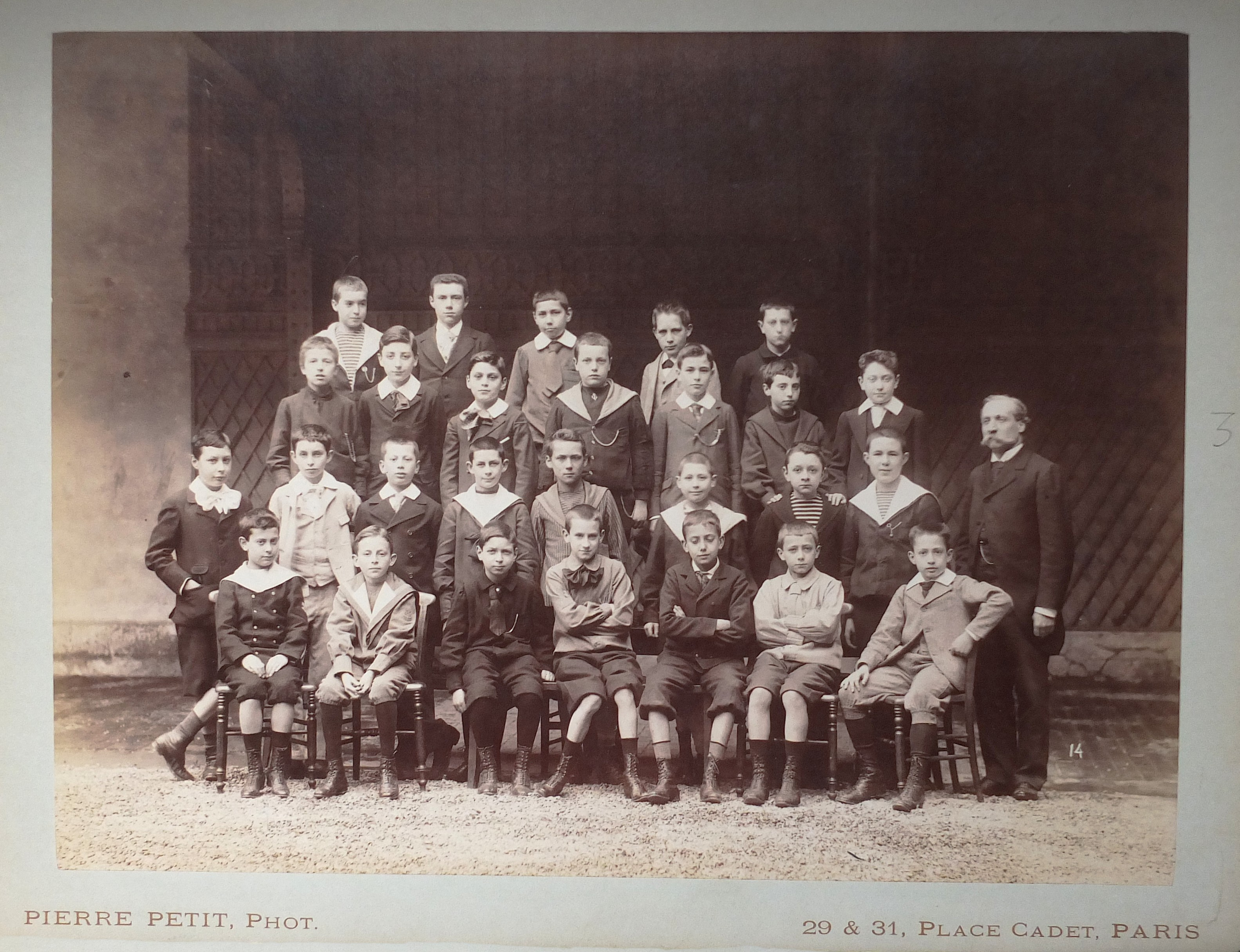
Lycée Condorcet de París, 5 de primària, 1897. Foto de Pierre Petit.

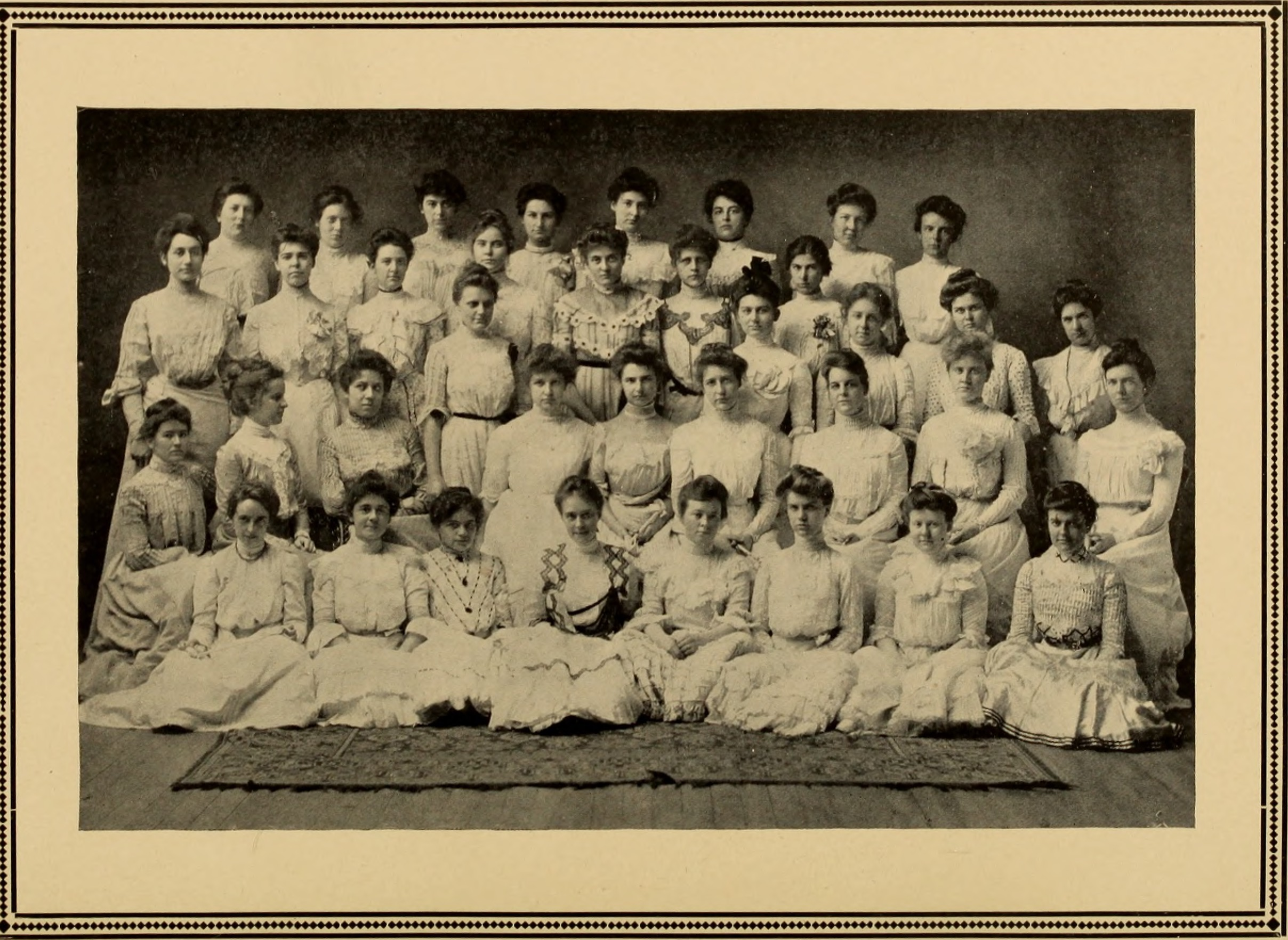
Foto de classe de Smith College (Estats Units), 1902.

La foto de classe com a tal va aparèixer, a França, i simultàniament a la majoria de països occidentals i les seves colònies, com a molt aviat a principis de la dècada de 1860, en el moment en què el progrés tècnic de la fotografia va poder escurçar prou els temps d'exposició per obtenir l'enfocament i nitidesa adequats. Les fotos es feien a l'exterior per aprofitar al màxim la llum del dia. Una de les fotos més famoses, la de la classe de l'estudiant Arthur Rimbaud a la institució Rossat de Charleville, està datada l'any 1864.
Diversos fotògrafs es van especialitzar en aquest camp, com Pierre Petit o Jules David, amb seu a Levallois, que van fundar una empresa de fotografia escolar el 1867; cap al 1910. es van unir amb el retratista Edmond Vallois. Recorrien tot el territori francès i fins i tot van fer fotos a l'estranger. La Companyia David et Vallois encara existeix avui dia, igual que la companyia Tourte et Petitin que funcionava des de la década de 1920.
L'any 1898, per preparar l'Exposició Universal de 1900, l'Administració de l'Ensenyament Públic va sol·licitar a moltes escoles que es fessin fotos per mostrar-les a l'exposició. El període 1900-1940 va veure un desenvolupament important de la fotografia escolar, primer en "gimnasium" rics i reconeguts, després a totes les escoles.
L'època daurada de les fotos de classe va ser entre 1950 i 1980 amb l'ús generalitzat de la fotografia en color, període durant el qual es va convertir en una institució virtual, tolerada pel Ministeri d'Educació Nacional, però regulada en el seu impacte econòmic, ja que estava controlada per Cooperatives o altres Fons Escolars. Cada establiment oferia les seves fotografies i curiosament aquests documents tornen a estar de moda avui gràcies a internet i al naixement de llocs web especialitzats en el tema. L'arribada de la fotografia digital cap al 1990 va frenar una mica el fenomen però no el va fer desaparèixer del tot.

## Elements iconogràfics
La foto de classe és un document l'estudi del qual permet un gran nombre d'observacions i a falta de notificacions directes de la seva data exacte, es poden seguir pistes que permeten datar-les dins d'un període aproximat.
- A finals del s.XIX, moltes de les primeres fotos de classe mostren grups mixts que van desaparèixer amb la institucionalització de les escoles públiques, per reaparèixer de nou cap a la década de 1960.
- La vestimenta de l'alumne va evolucionar gradualment, el vestit de mariner va aparèixer cap l'any 1890. La proporció d'estudiants que portaven ulleres, pràcticament inexistent abans de 1920, va anar augmentant amb els anys. Les sabates van substituir les botes, els pantalons de golf eren típics dels anys trenta
- L'actitud i la teatralització de la pose dels alumnes va evolucionar i es va anar suavitzant a poc a poc, apareixent un cert somriure després de 1945. Ja notable als anys 60, la individualització i l'originalitat de la vestimenta de l'estudiant, alliberada del davantal, es va manifestar a finals de la década de 1960.[6]

## Importància sociològica
Christine Charpentier ( The Class Photo, Contemporary Palimpsest of the School Institution, L'Harmattan editions, 2009.) fa un estudi detallat de la informació explícita o implícita continguda en les fotos de classe. Cronològicament, per la seva composició material : elecció del lloc de rodatge, posada en escena i pose dels alumnes, evolució del vestuari i sociològicament, per a la mateixa ciutat i alhora, per comparació de diferències visibles entre establiments públics i escoles privades o entre diferents barris d'una mateixa localitat. La directora del Museu Nacional d'Educació (MUNAÉ), Delphine Campagnolle subratlla que “ és un objecte molt simbòlic, a mig camí entre l'escola i l'àmbit privat, perquè aquestes imatges es conserven sovint, fins i tot transmeses dins d'una família, de pares a fills. »

## Sobre el tema deles fotos de classe

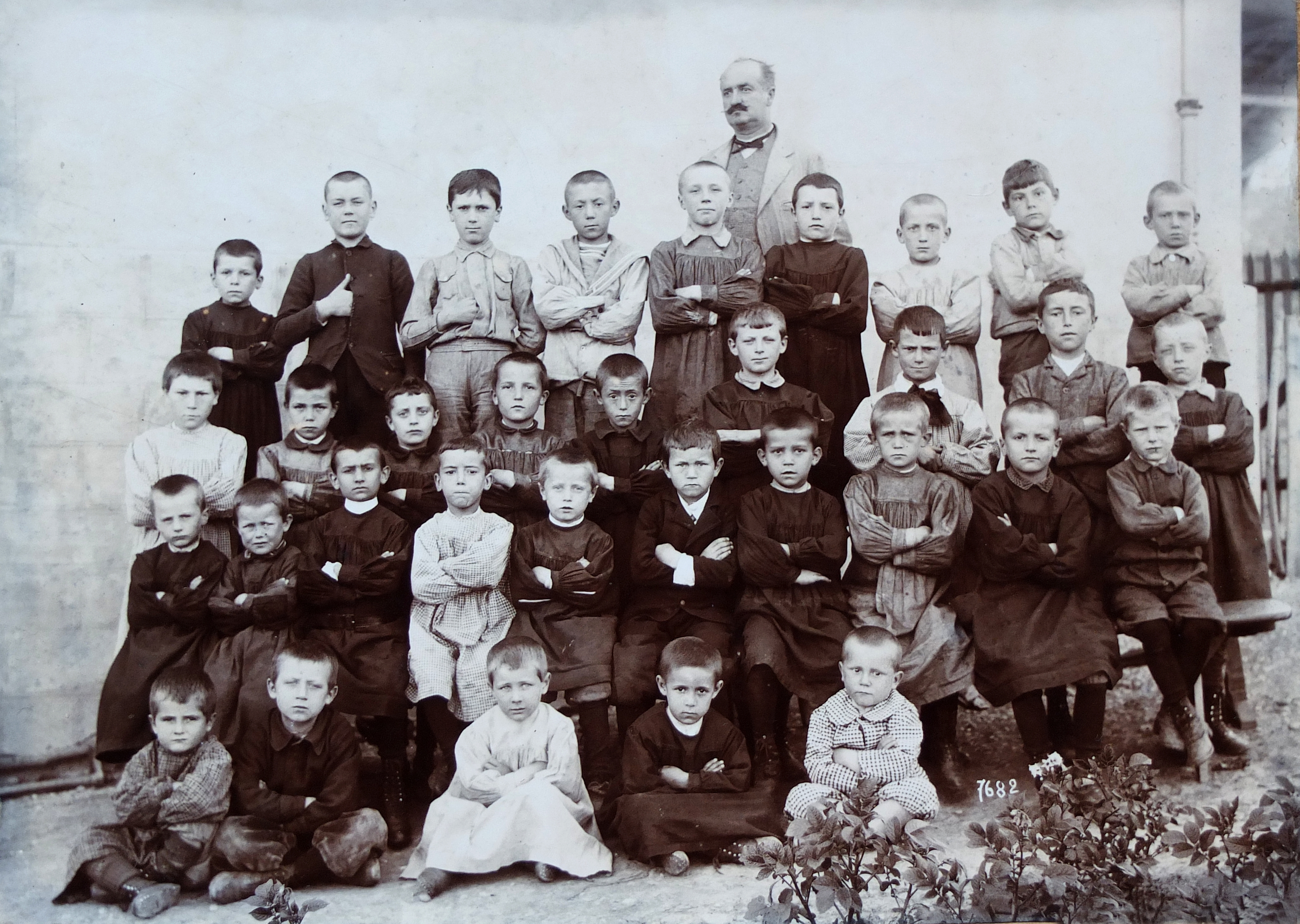
Cap a 1890, una escola a la regió de Nancy, davantals i actitud seriosa.

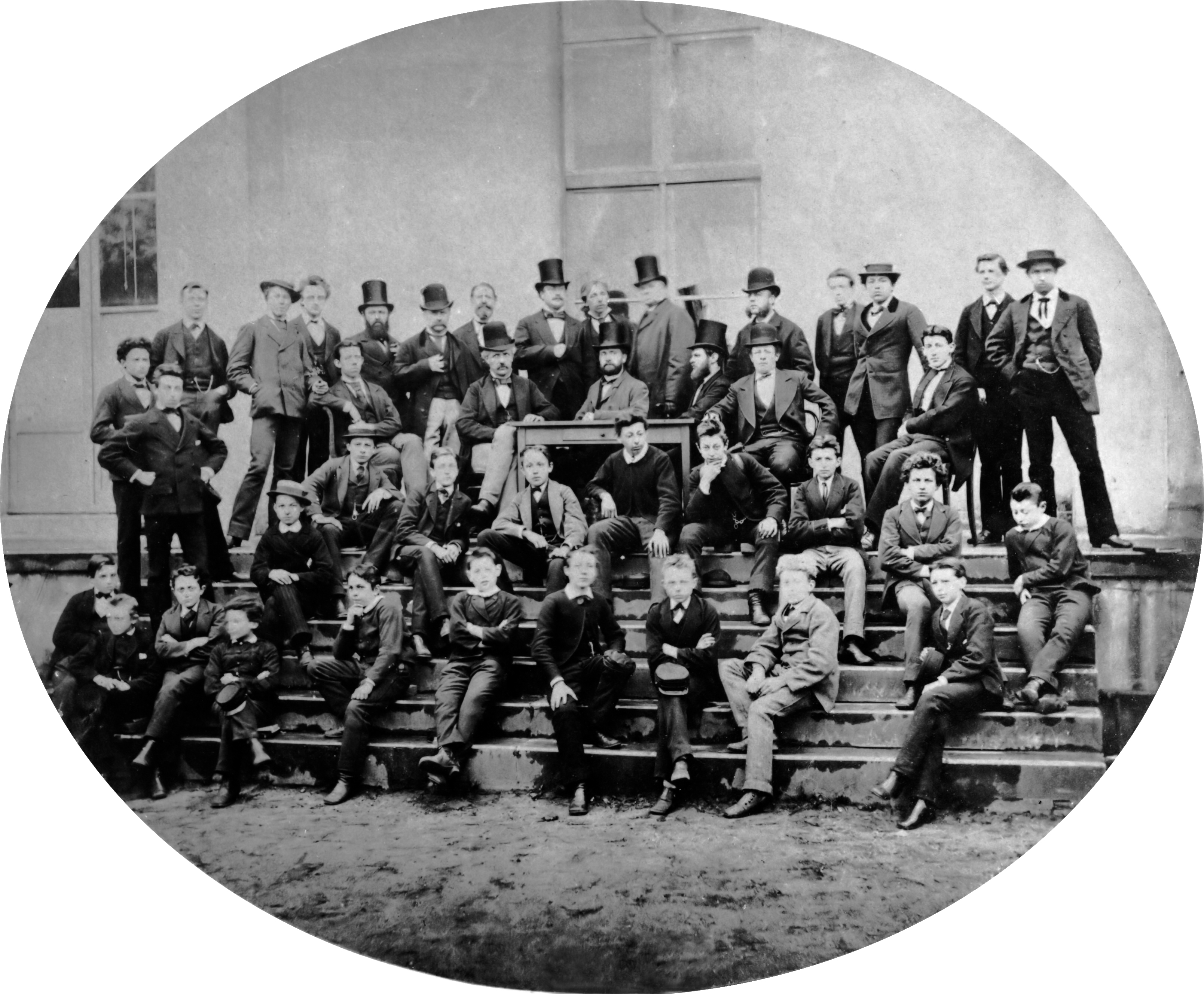
Vincent Van Gogh estudiant a l'institut Koning Willem II de Tilburg, 1866. (1a fila, tercera des de la dreta)

Gràcies al seu poder d'evocació nostàlgica, el tema de la foto de classe s'ha utilitzat força sovint en diferents obres :
- en la literatura :
  - Foto de classe, novel·la de Jean-Pierre Enard, Edicions Grasset, 1979.
  - La foto de classe, novel·la de Didier Cornaille, edicions Pygmalion, 2007,ISBN 9782812900532
  - A la fotografia de classe, records de Noam Soulat, edicions Calman-Lévy, 2008.
  - episodis de sèries d'animació com South Park, còmics o llibres per a joves, episodis de sèries de televisió, es titula The Class Photo.
- en el cinema :
  - Claude Ventura va dirigir un documental de 85 minuts el 2013 : The Boys of Rollin[9] a partir de l'evocació del destí dels alumnes que apareixen a les fotos de classe dels anys 1938-1943 a l'institut Rollin, alguns resistiran, altres seran col·laboradors.
  - a Mortelle Randonnée (1983) de Claude Miller, una foto de classe és la pista que torna constantment al centre de la recerca emprendida per l'heroi que busca la seva néta desapareguda.
  - a Les Diaboliques (1955), d'Henri-Georges Clouzot, on l'episodi de fer la foto a l'escola enriqueix l'argument.
  - també podem citar : Gribouille (1937), de Marc Allégret, Histoire d'Adrien (1980), de Jean-Pierre Denis, els Choristes (2004) de Christophe Barratier, o París (2008), de Cédric Klapisch.[10]

## Exposició
- Portraits de classe, portrait classe ! , al museu nacional d'educació de Rouen, del 10, juny, 2017 al 31, desembre, 2018.[11]